# Бергстрём, Лукас
Лу́кас Бе́ргстрём (фин. Lucas Bergström; род. 5 сентября 2002, Парайнен, Западная Финляндия) — финский футболист, вратарь клуба «Мальорка».

## Карьера
В 2018 году он перешёл в команду английской премьер-лиги «Челси» из своего родного ТПС. 14 сентября 2021 года Бергстрем был включён в состав первой команды на матч группового этапа Лиги чемпионов против «Зенита» на стадионе «Санкт-Петербург».